# Diecezja Cahors
Diecezja Cahors (łac. Diœcesis Cadurcensis) – diecezja Kościoła rzymskokatolickiego w południowej Francji. Powstała w III wieku. W 1822 uzyskała swoje dzisiejsze granice. Do 2002 wchodziła w skład metropolii Albi, a po jej likwidacji została włączona do metropolii Tuluzy.

## Główne świątynie
- Katedra: Katedra św. Szczepana w Cahors
- Bazylika mniejsza: Bazylika Matki Bożej w Rocamadour